# Johann André

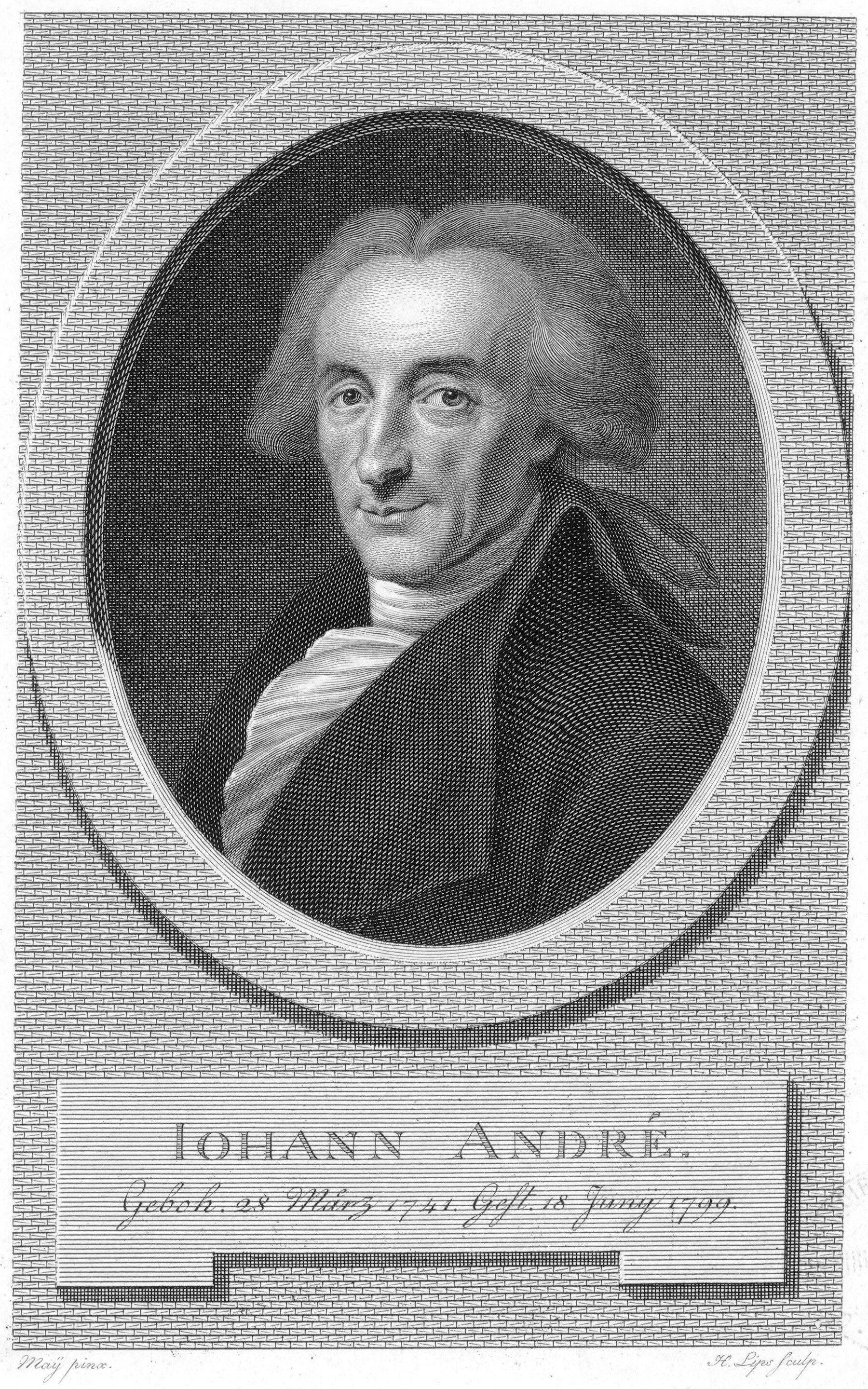
Johann André.

Johann André, född 28 mars 1741 i Offenbach am Main, död 18 juni 1799 i Offenbach am Main, var en tysk pianist, tonsättare och musikförläggare, far till Johann Anton André.
André grundade 1774 en större musikhandel i sin födelsestad, som senare övertogs av sonen och ännu existerar. Han var en av centralgestalterna i Zweite Berliner Liederschule. 